# Isidoro Carini
Isidoro Carini (Palermo, 7 de janeiro de 1843 - Roma, 25 de janeiro de 1895) foi um religioso, professor, historiador e paleógrafo italiano.

## Biografia
Freqüentou o colégio jesuíta de Palermo e queria entrar naquela Ordem, mas foi impedido por seu pai Giacinto Carini, que havia participado, como chefe de batalhão, da ação dos Mil na Sicília, sendo ferido em Palermo. Pia Carini, irmã mais nova de Isidoro, casou-se com o arqueólogo Alfonso Bartoli e a irmã de Alfonso, Maria, casou-se com Alfonso Battelli: Giulio Battelli, paleógrafo e historiador, nasceu do casamento.
Isidoro Carini formou-se na Congregação do Oratório. Em 1865, ele fundou o semanário L'Amico della religion, que cessou após as revoltas populares de Palermo em setembro de 1866. Em 1868 foi ordenado sacerdote e no mesmo ano fundou o semanário Ape iblea. No ano seguinte fundou a quinzena La Sicilia Cattolica, que absorveu a anterior. Em 1874, ele foi um dos fundadores da Sociedade Siciliana de História da Pátria.
Em 1876 foi nomeado professor de paleografia da Universidade de Palermo. Dedicou-se à edição dos diplomas gregos e árabes, presentes nos arquivos sicilianos. Foi o primeiro a lecionar na Escola de paleografia e crítica histórica - como era então chamada a Escola Vaticana de paleografia diplomática e arquivística - instituída pelo Papa Leão XIII, no Arquivo Secreto do Vaticano, com motu proprio de 19 de maio de 1884. Foi nomeado subarquivista da Santa Sé e consultor da Comissão dos Cardeais. Em 1888, Isidoro Carini fundou a Sociedade Romana de Estudos Bíblicos. Em 1890, ele foi nomeado pelo Papa Leão XIII como "primeiro guardião" da Biblioteca Apostólica do Vaticano .
Em 26 de janeiro de 1893, ele se tornou membro da Academia de Ciências de Turim.